# Guimerà
Guimerà este o localitate în Spania în comunitatea Catalonia în provincia Lleida. În 2006 avea o populație de 344 locuitori.